# Javor Hristov
Javor Hristov, bolgarski lokostrelec, * 25. marec 1976.
Sodeloval je na lokostrelskem delu poletnih olimpijskih igrah leta 2004, kjer je osvojil 28. mesto v individualni konkurenci.